# Eduard Jakob Doetsch
Eduard Jakob Doetsch (* 24. Januar 1812 in Kreuznach; † 12. Dezember 1866 in Bad Münster am Stein) war ein deutscher Jurist und Politiker.

## Leben
Als Sohn eines Landwirts und Steuereinnehmers geboren, studierte Doetsch Rechtswissenschaften in Heidelberg, Bonn und Berlin. Während seines Studiums wurde er 1831 Mitglied der Alten Heidelberger Burschenschaft Franconia und Renonce der Alten Bonner Burschenschaft. Kurz nach seinem Examen wurde er 1834 wegen seiner aufgeflogenen Mitgliedschaft in der Burschenschaft nicht eingestellt und verhört. Im Schwarzen Buch der Frankfurter Bundeszentralbehörde (Eintrag Nr. 324) wurde er als Mitglied des Pressvereins angeklagt, jedoch nicht verurteilt. Später wurde er Gutsbesitzer in Münster am Stein. 1849 wurde er für den Wahlkreis 1 Koblenz Abgeordneter im Preußischen Abgeordnetenhaus.